# Liste des évêques et archevêques de Montpellier
Pour un article plus général, voir Archidiocèse de Montpellier.

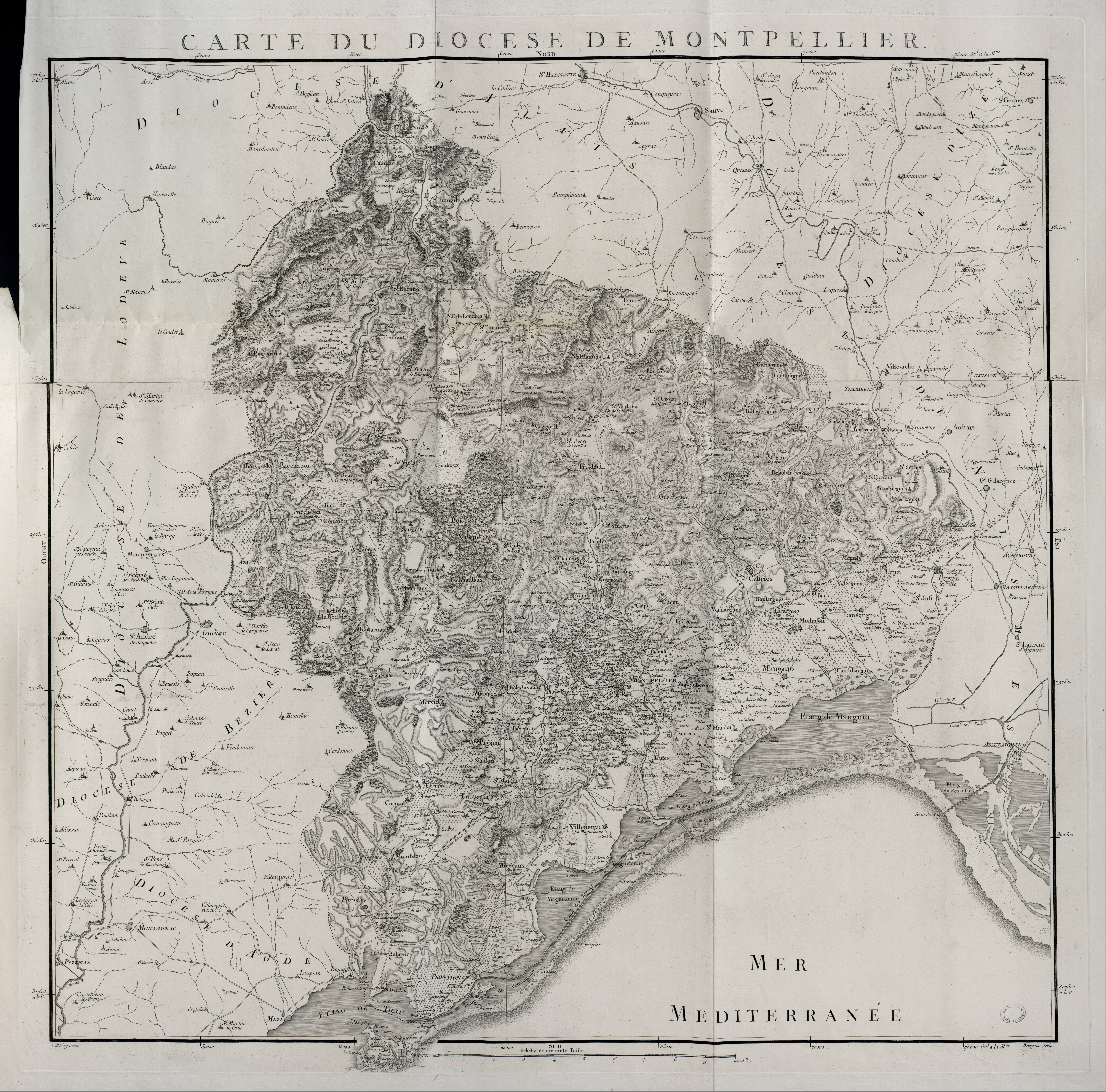
Carte du diocèse de Montpellier en 1781.

Liste des évêques puis archevêques (depuis 2002) de Montpellier.

## Évêques de Montpellier de l'Ancien régime
Liste exhaustive issue des archives départementales de l'Hérault.
- 1527 à 1568 : Guillaume Pellicier II (1490-1568)[2], 1er évêque de Montpellier (1536), dernier évêque de Maguelone (1527-1536) avant le transfert du siège à Montpellier[Note 1] ;
- 1570 à 1572 : Pierre de Rouillie ;
- 1573 à 1596 : Antoine de Subiet-Cardot (1514-1596)[3],[4] ;
- 1596 à 1602 : Guitard de Ratte (1552-1602)[5] ;
- 1602 à 1607 : Jean Garnier (1544-1607) ;
- 1608 à 1652 : Pierre Fenouillet (1572-1652) ;
- 1653 à 1655 : Renaud d'Este (1618-1672), cardinal ;
- 1655 à 1676 : François du Bosquet (1605-1676) ;
- 1676 à 1696 : Charles de Pradel (1644-1696) ;
- 1696 à 1738 : Charles-Joachim Colbert de Croissy (1667-1738) ;
- 1738 à 1748 : Georges Lazare Berger de Charancy (1689-1748) ;
- 1748 à 1766 : François Renaud de Villeneuve (1683-1766) ;
- 1766 à 1774 : Raymond de Durfort (1725-1792) ;
- 1774 à 1790 : Joseph François de Malide (1730-1812), dernier évêque en l'Ancien régime. Le diocèse est supprimé (1790).

## Évêques constitutionnels de l'Hérault
- 1791 à 1799 : Dominique Pouderous (1721-1799), évêque constitutionnel de l’Hérault (siégeant à Béziers) ;
- 1799 à 1801 : Alexandre-Victor Rouanet (1747-1821), évêque constitutionnel de l’Hérault (siégeant à Béziers).

## Évêques de Montpellier
- 1802 à 1806 : Jean-Louis-Simon Rollet (1746-1824) ;
- 1806 à 1834 : Nicolas-Marie Fournier de La Contamine (1760-1834) ;
- 1835 à 1861 : Charles-Thomas Thibault (1796-1861) ;
- 1861 à 1874 : François-Marie-Joseph Lecourtier (1799-1885), retiré en 1874 ;
- 1873 à 1921 : Anatole de Cabrières (1830-1921) ;
- 1922 à 1931 : René-Pierre Mignen (1875-1939), transf.p/Rennes (1931) ;
- 1932 à 1949 : Gabriel Brunhes (1874-1949) ;
- 1949 à 1957 : Jean Duperray (1889-1957)[6] ;
- 1958 à 1976 : Cyprien Tourel (1911-1978)[7], résigné en 1976 ;
- 1976 à 1996 : Louis-Antoine-Marie Boffet (1921-1997), retiré en 1996 ;
- 1996 à 2001 : Jean-Pierre Ricard (1944-), transf.p/Bordeaux (2001).

## Archevêques de Montpellier
- 2002 à 2011 : Guy Thomazeau (1937-).
  - 2003 à 2018 : Claude Azéma (1943-2021), évêque auxiliaire ;
  - 2010 à 2011 : Pierre-Marie Carré (1947-), archevêque coadjuteur.
- 2011 à 2022 : Pierre-Marie Carré (1947-).
  - 2019 à 2022 : Alain Guellec (1961-), évêque auxiliaire.
- 2022 - (en cours) : Norbert Turini (1954-).